# Dijanela
Dijanela (lat. Dianella) je rod trajnica ili polugrmova iz porodice čepljezovki. četrdeset vrsta rašireno je po Madagaskaru i susjednoj Afričkoj obali (Mozambik), Australiji, Novom Zelandu i dijelovima Azije, od Cejlona do Japana

## Vrste
1. Dianella acutifolia Schlittler
2. Dianella adenanthera (G.Forst.) R.J.F.Hend.
3. Dianella amoena G.W.Carr & P.F.Horsfall
4. Dianella atraxis R.J.F.Hend.
5. Dianella bambusifolia Hallier f.
6. Dianella brevicaulis (Ostenf.) G.W.Carr & P.F.Horsfall
7. Dianella brevipedunculata R.J.F.Hend.
8. Dianella caerulea Sims
9. Dianella callicarpa G.W.Carr & P.F.Horsfall
10. Dianella carolinensis Lauterb.
11. Dianella congesta R.Br.
12. Dianella crinoides R.J.F.Hend.
13. Dianella daenikeri Schlittler
14. Dianella dentata Schlittler
15. Dianella ensifolia (L.) Redouté
16. Dianella fruticans R.J.F.Hend.
17. Dianella haematica Heenan & de Lange
18. Dianella incollata R.J.F.Hend.
19. Dianella intermedia Endl.
20. Dianella javanica (Blume) Kunth
21. Dianella latissima Heenan & de Lange
22. Dianella longifolia R.Br.
23. Dianella monophylla Hallier f.
24. Dianella nervosa R.J.F.Hend.
25. Dianella nigra Colenso
26. Dianella odorata Blume
27. Dianella pavopennacea R.J.F.Hend.
28. Dianella pendula Schlittler
29. Dianella plicata Schlittler
30. Dianella porracea (R.J.F.Hend.) Horsfall & G.W.Carr
31. Dianella prunina R.J.F.Hend.
32. Dianella rara R.Br.
33. Dianella revoluta R.Br.
34. Dianella saffordiana Fosberg & Sachet
35. Dianella sandwicensis Hook. & Arn.
36. Dianella serrulata Hallier f.
37. Dianella stipitata Schlittler
38. Dianella tarda Horsfall & G.W.Carr
39. Dianella tasmanica Hook.f.
40. Dianella tenuissima G.W.Carr